# Kościół Najświętszej Maryi Panny Matki Kościoła w Maniowach
Kościół NMP Matki Kościoła w Maniowach – rzymskokatolicki kościół parafialny znajdujący się w Maniowach, w dekanacie Niedzica, w archidiecezji krakowskiej, w gminie Czorsztyn, przy ul. Jana Pawła II.

## Historia kościoła
Obecny kościół parafialny jest czwartym w Maniowach. Powstał, dzięki staraniom proboszcza, śp. ks. prałata Antoniego Siudy.
Prace zaczęto w roku 1977, a zakończono w 1986.
Budowie patronował Jan Paweł II. Papież poświęcił także kamień węgielny podczas mszy w Nowym Targu, który wbudowany został 23 sierpnia 1981 przez kardynała Franciszka Macharskiego.
Poświęcenie kościoła odbyło się 1989 roku.
Świątynia ma bardzo ciekawy kształt. W międzyczasie wybudowano kościoły w Czorsztynie i Mizernej.
We wnętrzu na uwagę zasługuje ołtarz główny, organy oraz część wyposażenia z kościoła św. Mikołaja w Starych Maniowach (kilka ołtarzy bocznych, obraz z głównego ołtarza).
Msze w czasie zimy odprawiane są w kaplicy pod kościołem. Za ołtarzem znajduje się zakrystia, a nad nią kaplica Miłosierdzia Bożego.

## Msze święte
Niedziela: 8:00, 11:00, 16:00 
Dni powszednie: 6:30, 18:30 (lato), 17:30 (zima)

## Galeria

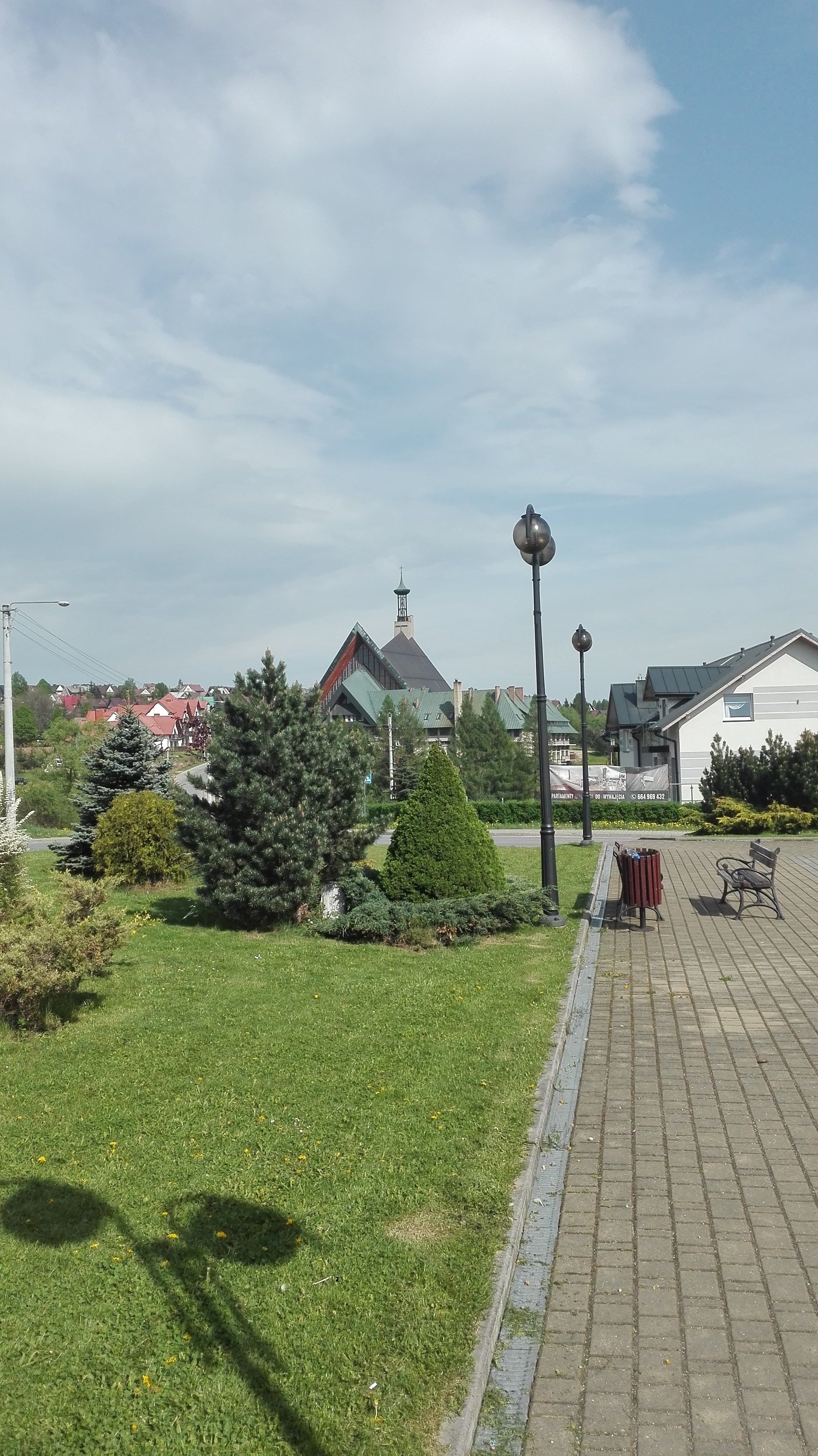
Kościół w Maniowach
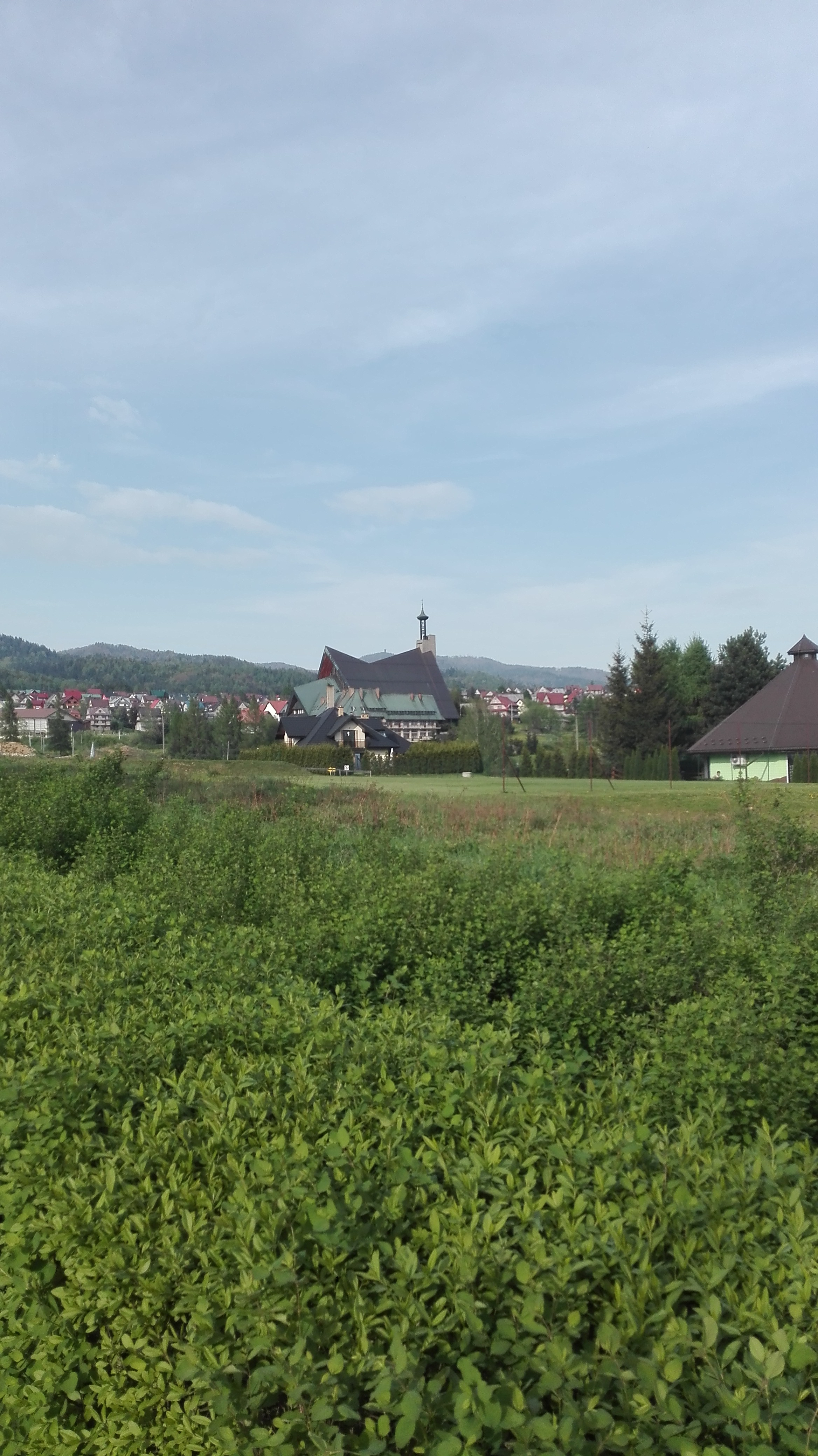
Widok od ul. ks. Antoniego Siudy
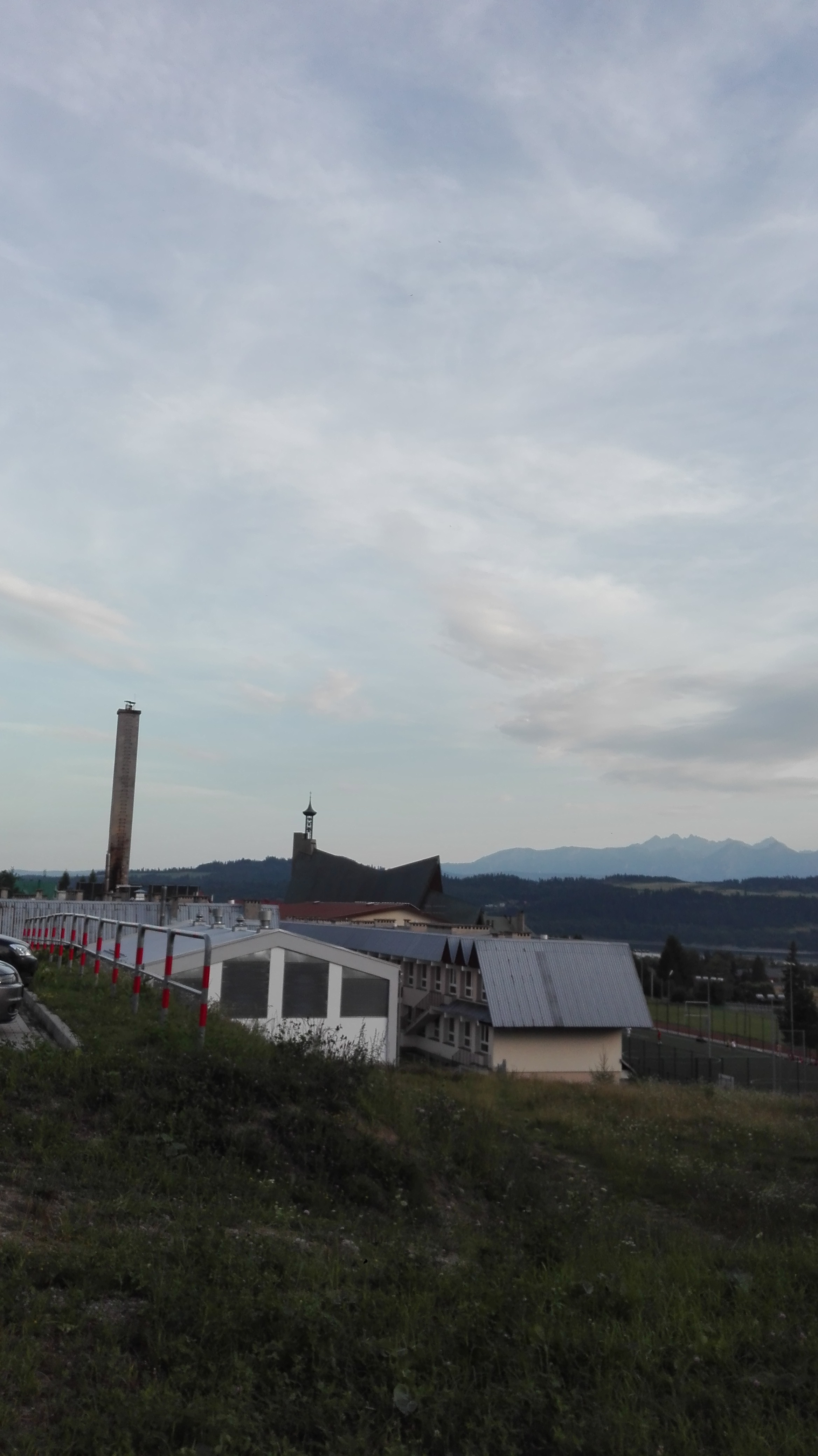
Kościół w 2017 roku
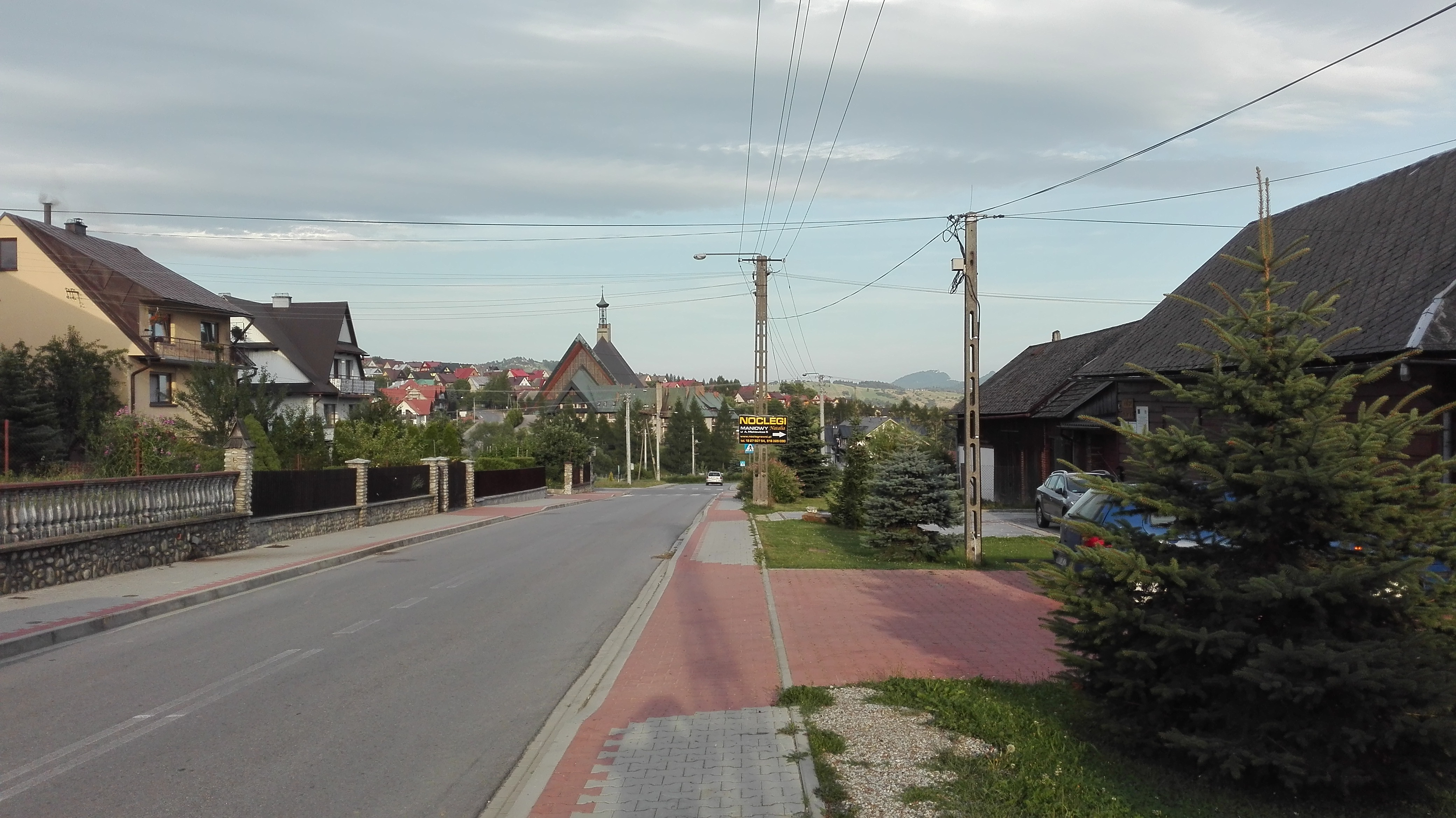
Widok od ul. Mickiewicza
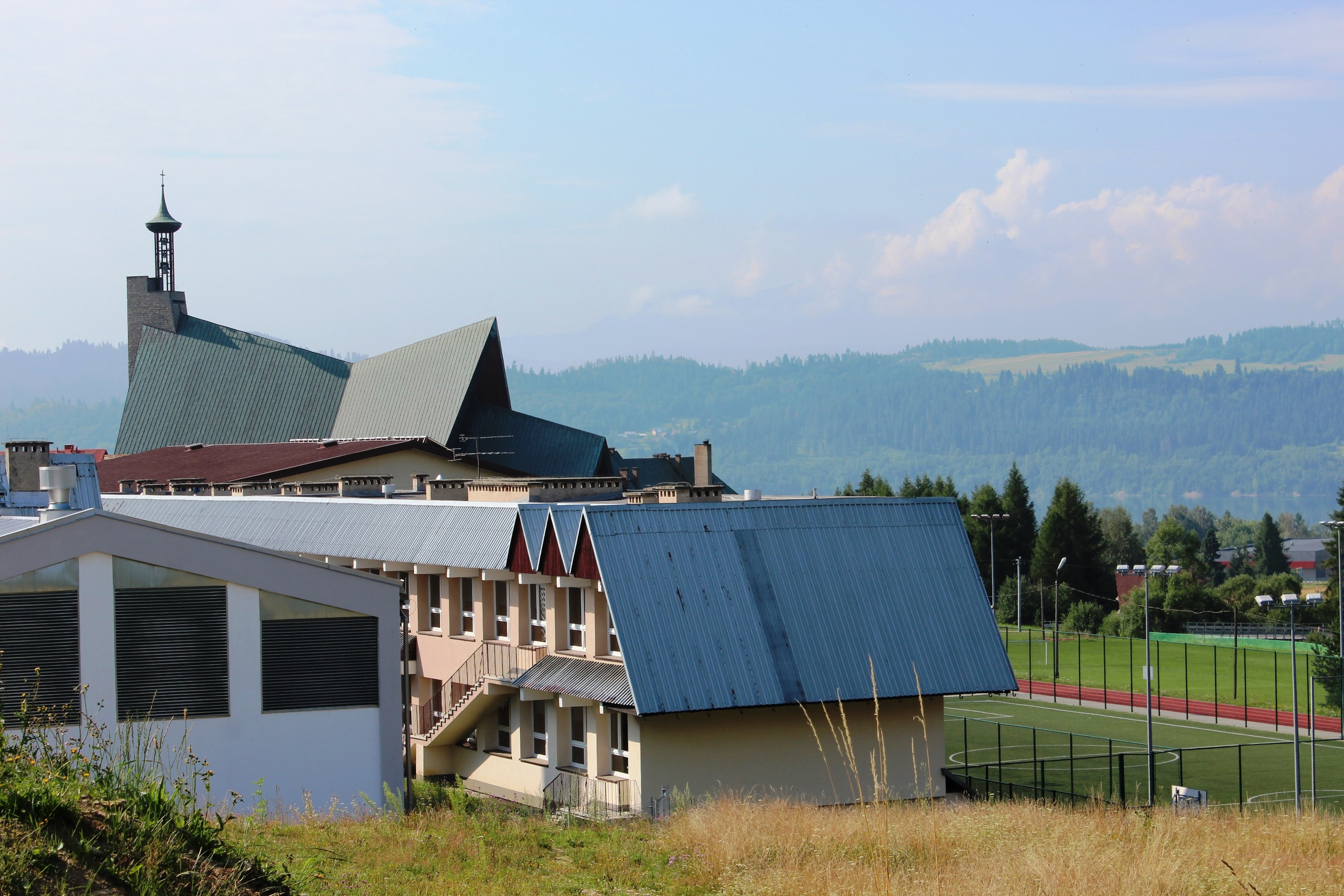
Kościół w 2016 roku